# ۸۸۴ (قمری)
۸۸۴ (قمری)، هشتصد و هشتاد و چهارمین سال در گاهشماری هجری قمری است. اول محرم این سال برابر با سوم آوریل سال ۱۴۷۹ میلادی است.